# بنلچ
بنلچ (به انگلیسی: Benllech) یک شهرک در بریتانیا است که در انگلسی واقع شده‌است.